# Stenochrus leon
Espèce
Stenochrus leon est une espèce de schizomides de la famille des Hubbardiidae.

## Distribution
Cette espèce est endémique du Nicaragua. Elle se rencontre vers Telica.

## Description
Le mâle holotype mesure 3,80 mm et la femelle paratype 4,70 mm.

## Étymologie
Son nom d'espèce lui a été donné en référence au lieu de sa découverte, le département de León.

## Publication originale
- Armas, 1995 : Arácnidos de Nicaragua. 5. Nueva especie de Stenochrus (Schizomida: Hubbardiidae). Revista Nicaraguense de Entomologia, vol. 34, p. 9-15 (texte intégral).